# Gregor XIII.

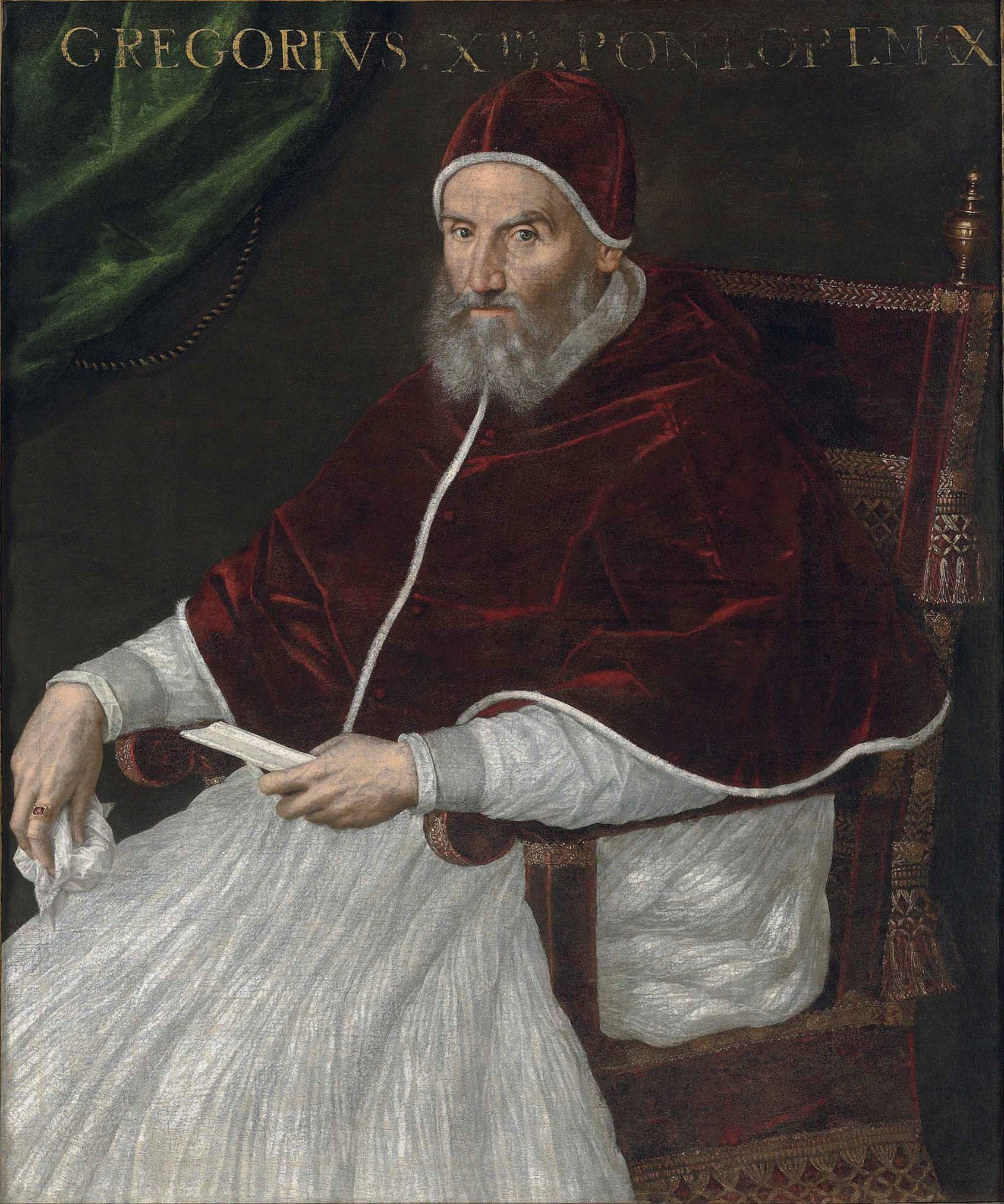
Gregor XIII., Porträt von Lavinia Fontana

Wappen von Papst Gregor XIII., (moderne Nachzeichnung; Der Schild zeigt das Wappen der Boncompagni)

Gregor XIII., lateinisch Gregorius XIII, mit bürgerlichem Namen Ugo Boncompagni, (* 7. Januar 1502 in Bologna; † 10. April 1585 in Rom) war von 1572 bis 1585 Papst der römisch-katholischen Kirche.
Gregor XIII. trat 1539 in den Dienst der Kirche. 1558 wurde er Bischof von Vieste und 1565 Kardinal. Am 13. Mai 1572 wurde er im Konklave innerhalb von weniger als 24 Stunden zum Papst gewählt. Den Papstnamen, der schon 150 Jahre außer Gebrauch war, wählte er, da er am Festtag des Hl. Gregor I. zum Kardinal erhoben worden war. Gregor XIII. förderte Wissenschaft und Bildung, reformierte den Kalender, bemühte sich um die Wiedergewinnung verlorener Gebiete des Kirchenstaats und war eine der zentralen Figuren der Gegenreformation.

## Leben

### Ausbildung
Ugo Boncompagni studierte Jura in Bologna und wurde dann zunächst Jurist im Kirchenstaat (zu dem Bologna damals gehörte), später auch Rechtsprofessor an der dortigen Universität. So lernte er andere Rechtsgelehrte mit reicher Erfahrung in kurialer Verwaltung und Diplomatie kennen, darunter Karl Borromäus (Carlo Borromeo) (1538–1584), Sekretär von Papst Pius IV., der später auch sein Berater wurde. Sein Interesse an der Wissenschaft beschränkte sich aber nicht auf die Jurisprudenz, sie prägte sein ganzes Pontifikat.

### Pontifikat

#### Wissenschaft und Kirchenkampf
Gregor XIII. wurde – gefördert von dem spanischen König Philipp II – mit 70 Jahren Papst und blieb es bis zum 83. Lebensjahr. Bis zuletzt bestieg er sein Pferd ohne Hilfe eines Steigbügelhalters und war von „robuster Konstitution“. Er war ein Förderer der Wissenschaften, wie vor allem die Einführung des mit seinem Namen verbundenen Gregorianischen Kalenders zeigt, und ein unnachsichtiger Kämpfer gegen die Reformation, vor allem gegen die französischen Hugenotten. In sein Pontifikat fällt die Bartholomäusnacht in Frankreich, die er nachträglich begrüßte.
Michel de Montaigne mokierte sich über das Verhalten Gregors und anderer während einiger Gottesdienste, an denen er teilnahm:
Das beruhte in erster Linie auf politischen Überlegungen, nicht auf seiner persönlichen Frömmigkeit:

„Der Herr de Montaigne fand es in dieser Messe (wie in andren später) kurios, dass der Papst, die Kardinäle und sonstige Prälaten fast während des ganzen Gottesdienstes nicht nur sitzen- und bedeckt blieben, sondern auch munter miteinander plauderten. Bei diesen Zeremonien scheint es also mehr um Prunk und Pracht zu gehn als um Andacht.“

#### Rosenkranzfesttag
Zum ersten Jahrestag der osmanischen Niederlage am 7. Oktober 1571 in der Seeschlacht von Lepanto begründete er 1572 das Rosenkranzfest.

#### Vatikanische Sternwarte
Um seinen wissenschaftlichen Beraterstab für eine Kalenderreform in die Lage zu versetzen, die Reform vorzubereiten und zu überprüfen, ließ er 1578 einen Turm für astronomische Beobachtungen bauen (Turm der Winde) und gründete damit die bis heute bestehende Vatikanische Sternwarte.

#### Kalenderreform
Bekannt ist er heute vor allem wegen der auf ihn zurückgehenden Kalenderreform, die er nach heutiger Datierung am 24. Februar 1582 mit seiner Bulle Inter gravissimas erließ und die noch heute als Gregorianischer Kalender gültig ist.
Hierbei ging es im Wesentlichen darum, dafür zu sorgen, dass das gemessene Jahr dem astronomischen wirklich entsprach. Die Frühlings-Tag-Nacht-Gleiche (Primar-Äquinoktium) sollte wieder auf den 21. März fallen, wie es durch das Konzil von Nicäa im Jahre 325 festgelegt worden war. Bis 1582 galt der (nach Julius Caesar benannte) „Julianische Kalender“, dessen Jahreslänge gegenüber der wirklichen Dauer des Jahres um elf Minuten und vierzehn Sekunden zu lang war. Alle 128 Jahre summierten sich diese ständigen kleinen Fehler zu einem vollen Tag.
Gregor verfügte nun, die Vier-Jahres-Periodik der Schaltjahre zu modifizieren: Unter den Jahren, mit denen jeweils ein Jahrhundert zu Ende ging (Jahre wie 1300, 1400 oder 1500), sollten nur noch diejenigen Schaltjahre sein, die sich durch 400 teilen ließen (Jahre wie 1600, 2000, 2400 und so weiter). Damit sind 400 Jahre im Gregorianischen Kalender drei Tage kürzer als im Julianischen.
Die überzähligen zehn Tage, die seit dem Konzil von Nicäa bereits aufgelaufen waren, ließ Gregor aus dem Kalender entfernen, so dass auf Donnerstag, den 4. Oktober 1582 sogleich Freitag, der 15. Oktober folgte (5. Oktoberjul. / 15. Oktober 1582greg.).

#### Päpstliche Universität Gregoriana
1551 richtete Ignatius von Loyola, der Gründer des Jesuitenordens, die erste Schule der Jesuiten ein, die Collegio Romano genannt wurde. Dieses Kolleg erfreute sich großen Zuspruchs und wurde 1584 von Papst Gregor XIII. an anderer Stelle in der Stadt neu eröffnet und besonders gefördert. Ihm zu Ehren wurde dem Collegio Romano 1873 von Papst Pius IX. der Titel Pontificia Universitas Gregoriana (Päpstliche Universität Gregoriana) verliehen.

### Nachkommen
Während seiner Jahre an der Universität Bologna – als er 42 Jahre alt war – gebar ihm seine Mätresse Maddalena Fulchini 1548 einen illegitimen Sohn: Giacomo Boncompagni, der am 26. August 1572 legitimiert wurde (Siehe Boncompagni-Ludovisi). Ihm ermöglichte er eine große Karriere. Ein Neffe Gregors war Ulisse Aldrovandi (1522–1605).

## Sonstiges

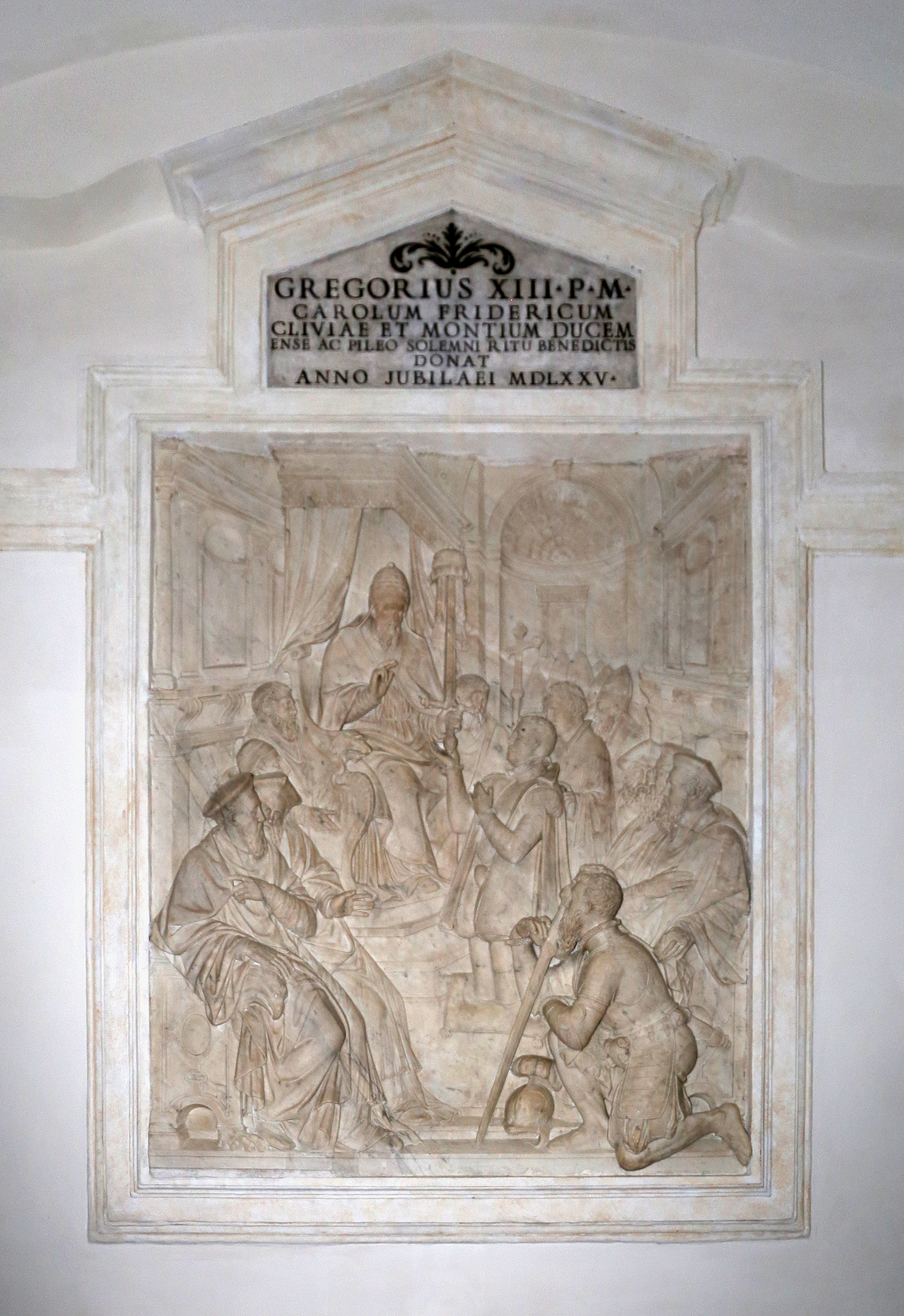
Papst Gregor XIII. und Karl Friedrich von Jülich-Kleve-Berg, Relief in
Santa Maria dell’Anima in Rom

Bei der Eröffnungsfeier des Heiligen Jahres 1575 im Petersdom zu Weihnachten 1574 gehörte der Erbprinz der Vereinigten Herzogtümer, Karl Friedrich von Jülich-Kleve-Berg, zu den Ehrengästen Papst Gregors XIII. Diesem war sehr an seinem Gast gelegen, denn er hoffte, dass der junge Erbprinz später im Sinne der vom Heiligen Stuhl angestrebten Gegenreformation auf seine in der Glaubensfrage gespaltenen Länder sowie auf die benachbarten protestantischen Gebiete einwirken würde. Daher verlieh er ihm eine Woche später das geweihte Schwert und den Hut, eine Ehrung als Fidei defensor, die sonst nur Königen galt. Als Karl Friedrich nur fünf Wochen später starb, zahlte Gregor XIII. die fürstliche Bestattung und den enormen Trauerzug aus eigener Kasse und ließ ihn in der römischen Kirche der deutschen Nation, Santa Maria dell’Anima, gegenüber von Papst Hadrian VI. begraben. Er erhielt ein prachtvolles Ehrengrab nach dem Entwurf seines Erziehers Pighius, ausgeführt von den Bildhauern Nicolas Mostaert und Gillis van den Vliete, das unter anderem eine Auferstehungsszene zeigt, die auf eine intensive Auseinandersetzung mit der 1506 gefundenen Laokoon-Gruppe verweist. Der zweite Teil des Grabmals, ein Relief mit der Szene der Verleihung des geweihten Schwertes durch Gregor XIII., hängt heute im Vorraum der Kirche.
Im Februar 2023 wurde mit (560794) Ugoboncompagni ein 2012 entdeckter Asteroid nach Gregor XIII. benannt.